# Partido de la Concertación FORJA
El Partido de la Concertación FORJA es un partido político argentino, fundado el 1 de septiembre de 2008, integrando las coaliciones electorales Frente para la Victoria, Unidad Ciudadana y el Frente de Todos (todas Peronistas). Actualmente el partido es miembro de la coalición política Unión por la Patria.
El Partido de la Concertación surgió primariamente como una escisión de la Unión Cívica Radical en el año 2008. En el 2010 y tras formalizar su condición de partido político, la agrupación decidió redenominarse como Partido de la Concertación Forja, agregando a la antigua denominación el término Forja, con la cual era conocida una fuerza de origen radical que tuviera sus raíces en 1935. Inspirada en la antigua agrupación pero sin vinculación real.
El Partido de la Concertación FORJA (con personería política) tiene presencia en las provincias de Chaco, Córdoba, Santa Fe y Tierra del Fuego, Capital Federal, Jujuy, Salta, Corrientes y Formosa, contando con personería a nivel nacional.
Este partido estuvo incorporando al Movimiento Nacional Alfonsinista y son identificados como Radicales K. En formación en las provincias de Buenos Aires, Entre Ríos, San Juan, Misiones, San Luis, Catamarca, La Rioja.
En el año 2007, un grupo de dirigentes del radicalismo y otros partidos que apoyaban la política concertadora lanzada por el expresidente argentino Néstor Kirchner, decidió reagruparse y formar su propio espacio político, fuera de la Unión Cívica Radical, creando el Partido de la Concertación, con representación en las provincias de Buenos Aires, Chaco, Córdoba, Santa Fe, Ciudad Autónoma de Buenos Aires, San Juan, Jujuy, Entre Ríos, Salta, Corrientes, Catamarca, Misiones y Tierra del Fuego. Afirmando que el objetivo perseguido por la agrupación era similar a los ideales acuñados por la antigua agrupación de origen radical FORJA, en el año 2010 se decidió refundar el partido, agregándole ese término para ser finalmente presentado como Partido de la Concertación FORJA.
El 9 de octubre de 2015, en el marco de un congreso nacional del "Radicalismo K" en Costa Salguero, el Movimiento Nacional Alfonsinista, liderado por Leopoldo Moreau, y Concertación Forja, que encabeza Gustavo López, decidieron unificar sus esfuerzos y estructuras militantes para crear un nuevo sujeto político, el Partido MNA-Forja. El cual en la actualidad ya cuenta de personería nacional, lo que lo habilita a presentarse a elecciones. En este congreso también se aprobó apoyar a Daniel Scioli y Carlos Zannini como candidatos a presidente y vicepresidente 2015 por el Frente para la Victoria. 
El MNA-FORJA tiene protagonismo en la política kirchnerista de oposición, apareciendo sus referentes en los actos del Frente para la Victoria. Llegando en octubre de 2016 a concretar un acto en el microestadio de Atlanta por el centenario del primer gobierno de Yrigoyen (referente de la UCR y el primer presidente que ganó sin fraude electoral) con la expresidenta Cristina Fernández de Kirchner.
En 2019, se desvinculó del Movimiento Nacional Alfonsinista e integra la coalición electoral Hacemos por Córdoba, lo que dio lugar a una intervención del partido, resuelta por la conducción nacional. Dicho acuerdo no estaba avalado por las bases dadas las diferencias ideológicas con el partido provincial, designando como interventor al Sr. Jorge Omar Sánchez a fin de normalizar el mismo.
El 16 de junio de 2019 Gustavo Melella fue elegido gobernador de Tierra del Fuego por el partido Concertación FORJA, con el 54% de los votos, siendo el primer mandatario de esta fuerza en llegar al ejecutivo provincial.

## Representantes

### Gobernadores y jefe de Gobierno de Argentina
| Gobernador      | Mandato                                         | Mandato                                         |
| Gobernador      | Inicio                                          | Fin                                             |
| --------------- | ----------------------------------------------- | ----------------------------------------------- |
| Gustavo Melella | 10 de diciembre de 2019 10 de diciembre de 2023 | 10 de diciembre de 2023 10 de diciembre de 2027 |

### Legislatura de la provincia de Tierra del Fuego
| Diputado              | Mandato                 | Mandato                 |
| Diputado              | Inicio                  | Fin                     |
| --------------------- | ----------------------- | ----------------------- |
| Miriam Noemí Martínez | 10 de diciembre de 2023 | 10 de diciembre de 2027 |
| Federico Jorge Greve  | 10 de diciembre de 2023 | 10 de diciembre de 2027 |
| Federico Sciurano     | 10 de diciembre de 2023 | 10 de diciembre de 2027 |

### 2019-2023
| 2019-2023             | 2019-2023 | 2019-2023 |
| Legisladores          | Bloque    | Bloque    |
| --------------------- | --------- | --------- |
| Mónica Mabel Acosta   |           | FORJA     |
| Federico Jorge Greve  |           | FORJA     |
| Pablo Daniel Rivarola |           | FORJA     |
| Emmanuel Trentino     |           | FORJA     |